# Große Jamia-Moschee (Karatschi)

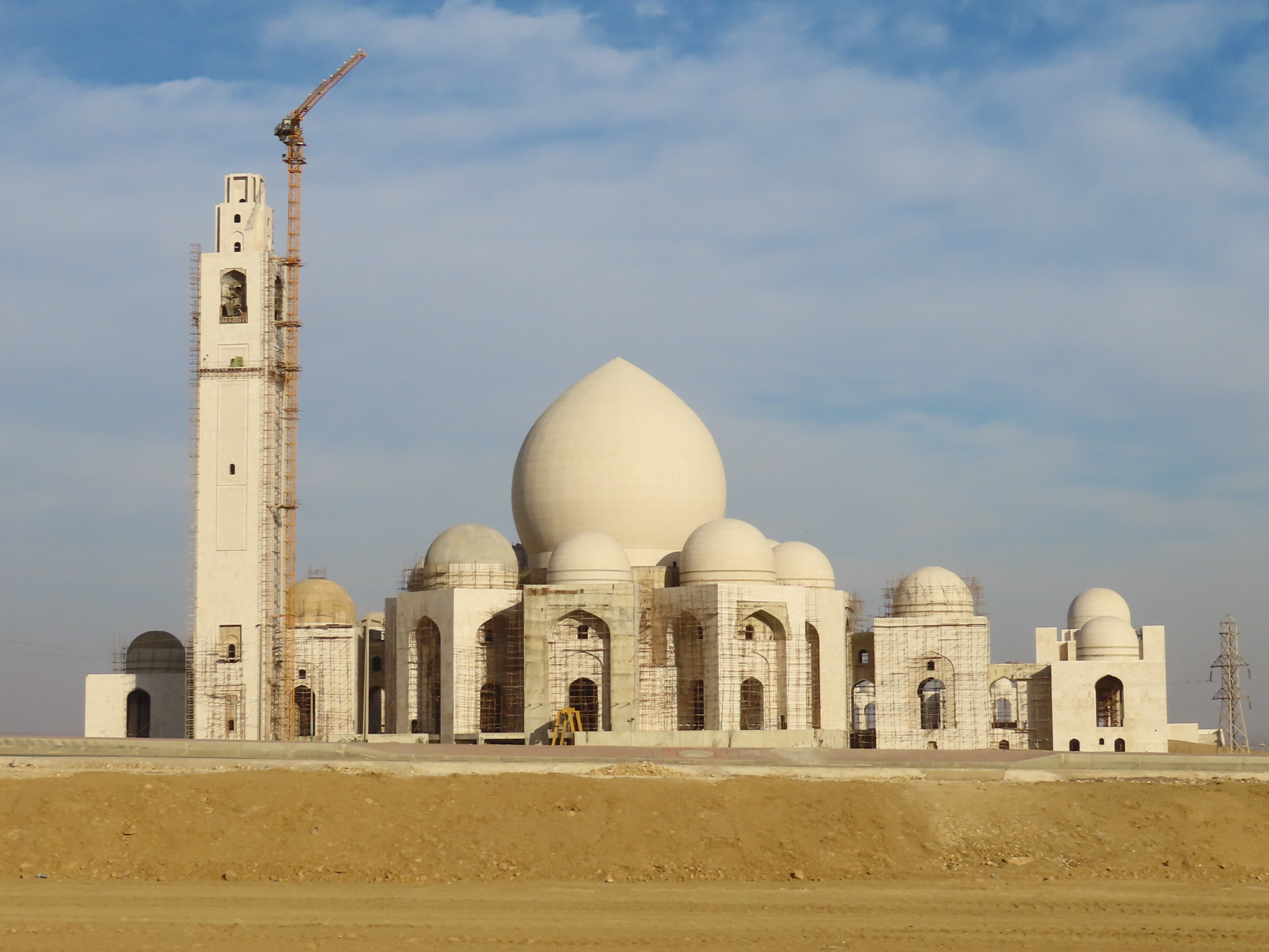
Die Moschee im Bau (2020)

Die Große Jamia-Moschee (Urdu: گرینڈ جامع مسجد, englisch: Grand Jamia Mosque) ist eine Moschee mit angehörigem islamischen Kulturzentrum in Bahria Town von Karatschi, in der Provinz Sindh in Pakistan. Die Moschee wurde 2023 fertiggestellt und kann 800.000 Gläubige gleichzeitig (davon 50.000 in den Innenräumen) aufnehmen. Sie ist damit die größte Moschee Pakistans und die drittgrößte der Welt.

## Bau
Mit dem Bau der Riesenmoschee wurde 2015 begonnen. Als Architekt fungierte Nayyar Ali Dada, der auch die Große Jamia-Moschee in Lahore designt hatte. Verwirklicht wurde das Projekt von dem Unternehmer Malik Riaz Hussain. Der Bau vereint islamische Baustile aus der Mogul-Architektur mit persischen, türkischen und südostasiatischen Einflüssen. Für den Bau wurde eine Fläche von 20 Hektar auf der Spitze eines 18 Meter hohen Hügels ausgewählt, damit die Moschee schon aus einiger Entfernung sichtbar ist. Die Moschee enthält insgesamt 158 Kuppeln und verfügt über ein knapp 100 Meter hohes Minarett. Die Höhe der größten einzelnen Kuppel beträgt 75 Meter. Für den Empfang von Besuchern gibt es insgesamt fünf Eingänge. Für den Bau wird hochwertiger beigefarbener Marmor aus Belutschistan verwendet. Der Komplex wird von großen Gärten umgeben sein, die auf allen vier Seiten von bogenförmigen Mauern umgeben sind. Die Moschee beherbergt ein islamisches Kulturzentrum, zu dem ein Museum, eine islamische Universität für 1500 Studenten, eine Bibliothek mit 50.000 Büchern, ein Laboratorium und ein Auditorium gehört.

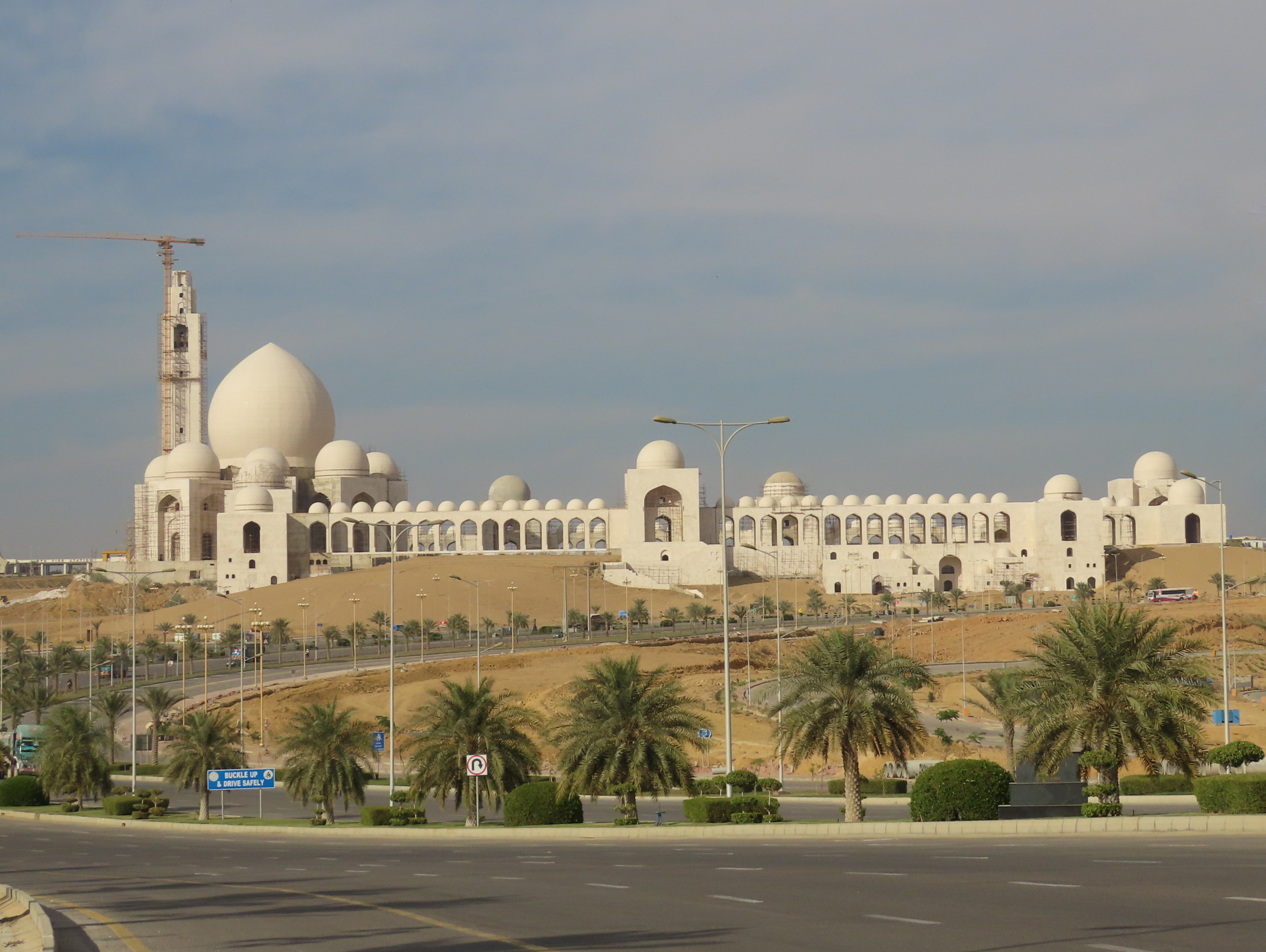
Im Bau befindlich im Jahr 2020
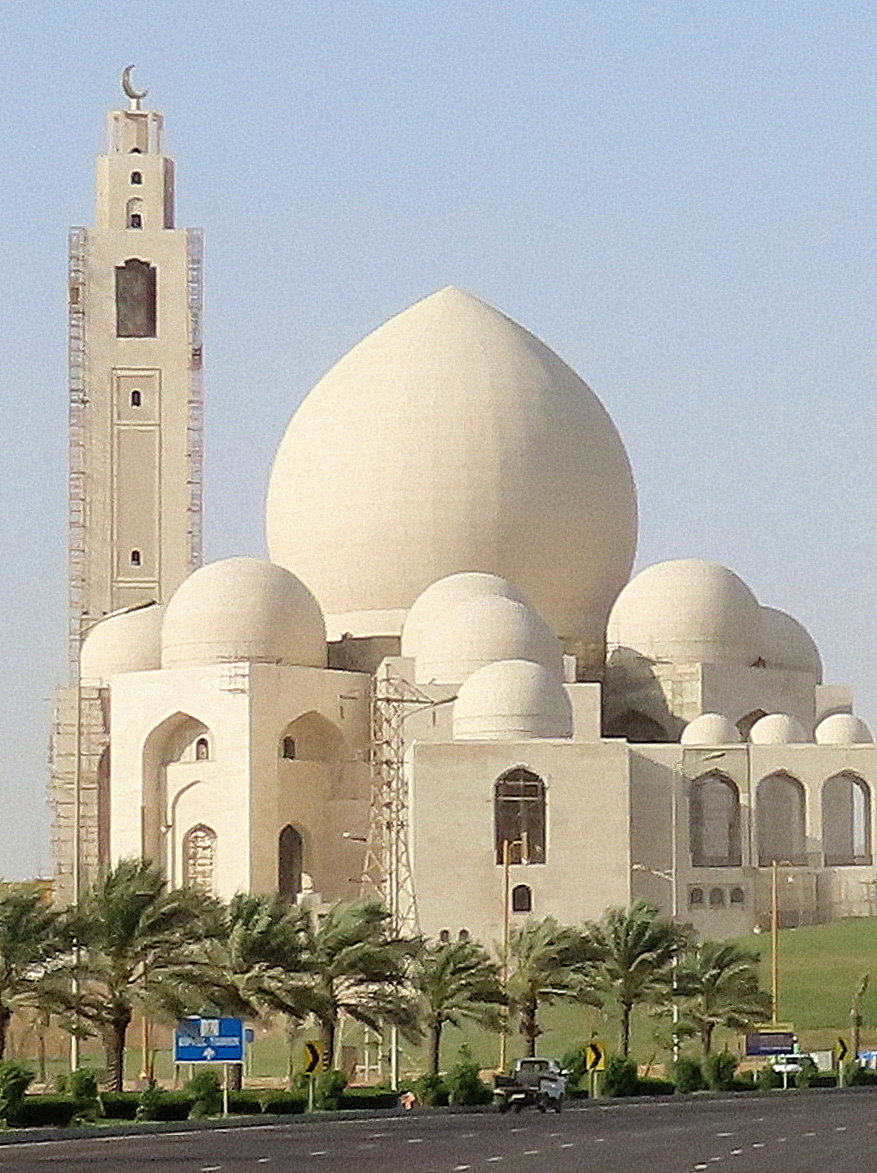
Hauptgebäude mit Minarett 2022